# Pilosocereus pseudosuperfloccosus

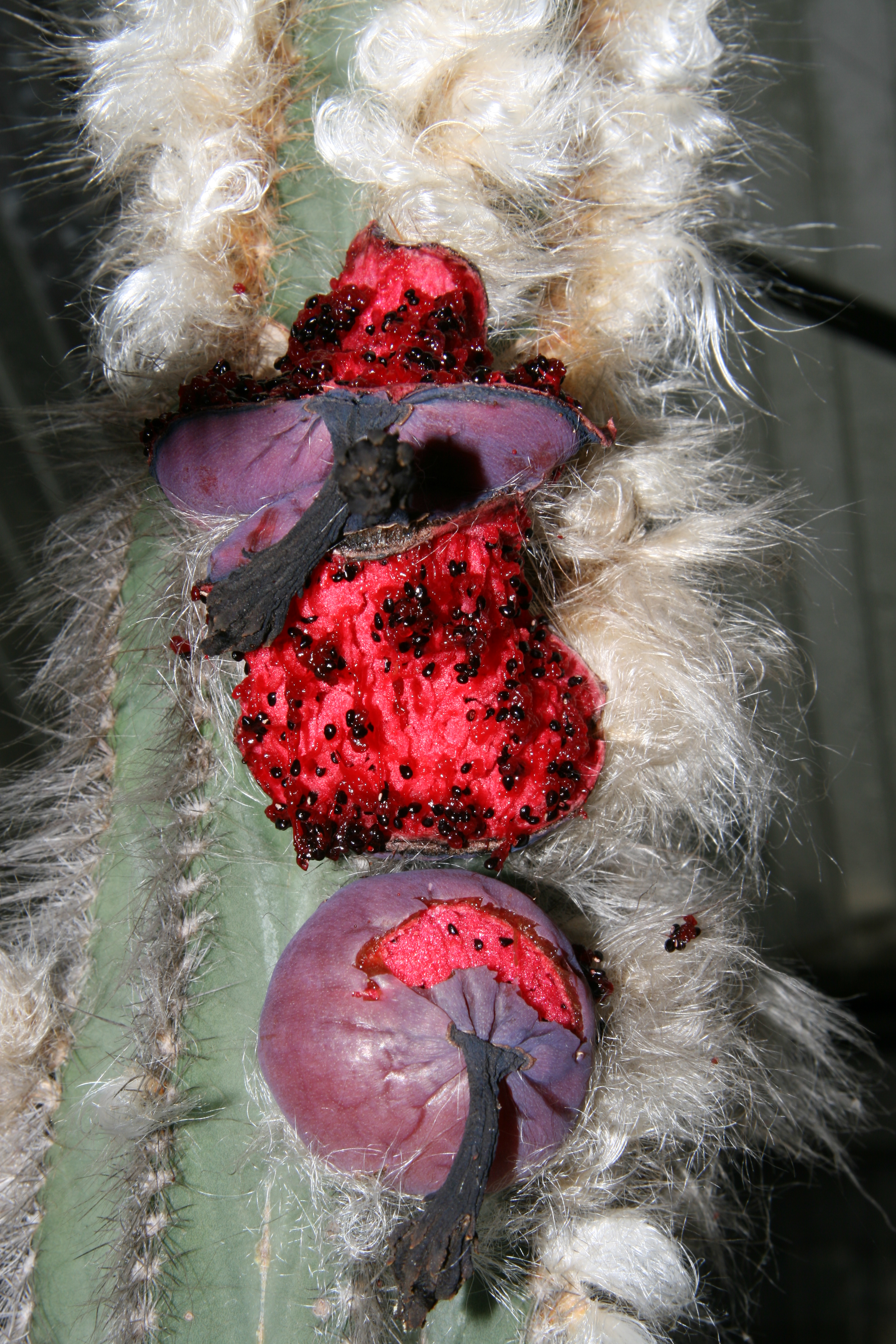
Früchte an Pilosocereus pseudosuperfloccosus

Pilosocereus pseudosuperfloccosus ist eine Pflanzenart in der Gattung Pilosocereus aus der Familie der Kakteengewächse (Cactaceae). Das Artepitheton pseudosuperfloccosus bedeutet ‚falscher superfloccosus‘ und verweist auf die 1974 von Albert Frederik Hendrik Buining und Arnold J. Brederoo beschriebene Art Pseudopilocereus superfloccosus (inzwischen Synonym von Pilosocereus densiareolatus).

## Beschreibung
Pilosocereus pseudosuperfloccosus wächst meist baumförmig, ist stark kandelaberartig verzweigt und erreicht Wuchshöhen von bis zu 6 Meter. Der verholzte Stamm weist einen Durchmesser von bis zu 20 Zentimeter auf. Die matt graugrünen Triebe  weisen Durchmesser von 9 bis 15 Zentimeter (selten ab 7 Zentimeter) auf. Es sind meist acht, im Querschnitt flach dreieckige Rippen vorhanden, die 3 bis 4 Zentimeter breit und 2 bis 3 Zentimeter hoch sind. Die darauf befindlichen Areolen sind anfangs filzig und später kahl. Sie stehen etwa 5 Millimeter auseinander. Die daraus entspringenden nadeligen, geraden, biegsamen Dornen sind anfangs gelblich mit einer braunen Basis und vergrauen später mit einer schwärzlichen Spitze. Die drei bis sieben, gerade abspreizenden Mitteldornen besitzen eine leicht verdickte Basis und sind nur wenig kräftiger als die 13 Randdornen. Diese sind radial seitwärts abspreizend und bis etwa 10 Millimeter lang. Der blühfähige Teil der Triebe ist deutlich ausgeprägt und umfasst etwa zwei Rippen. Aus den Areolen dort entspringen reichlich bis zu 4 Zentimeter lange Haare und einige 2 bis 4 Zentimeter lange, gelblich graue Borsten.
Die leicht zygomorphen, kahlen Blüten sind 7,5 bis 8 Zentimeter lang und erreichen Durchmesser von bis zu 4,5 Zentimeter. Die niedergedrückt kugelförmigen, anfangs grünlichen und bei Reife violetten, bläulich bereiften Früchte sind 5 bis 7 Zentimeter breit und 3,5 bis 4,5 Zentimeter hoch. Sie enthalten ein leuchtend blutrotes, sehr saftiges Fruchtfleisch und platzen horizontal auf.

## Verbreitung und Systematik
Pilosocereus pseudosuperfloccosus ist im brasilianischen Bundesstaat Bahia auf der Ostseite des Rio São Francisco in der Nähe von Santa Maria da Vitoria verbreitet.
Die Erstbeschreibung erfolgte 2009 durch Pierre Josef Braun und Eddie Esteves Pereira.
Pilosocereus pseudosuperfloccosus ist möglicherweise eine Naturhybride von Pilosocereus densiareolatus und Pilosocereus pachycladus. In manchen Habitaten wächst die Art zusammen mit Pilosocereus densiareolatus, wobei adulte Pflanzen leicht zu verwechseln sind. Die wesentlichsten Unterschiede sind die geringere Rippenanzahl, die zygomorphen Blüten und das rote Fruchtfleisch.

## Nachweise
- Pierre J. Braun, Eddie Esteves Pereira: Pilosocereus pseudosuperfloccosus – eine neue Kakteensippe aus West-Bahia, Brasilien. In: Kakteen und andere Sukkulenten. Band 60, Nummer 7, 2009, S. 183–190.